# Liu Huanyuan
Liu Huanyuan (19 de març de 1983) és una esportista xinesa que va competir en judo, guanyadora de dues medalles d'or als Jocs Asiàtics els anys 2006 i 2010, i una medalla d'or al Campionat Asiàtic de Judo de 2003.

## Palmarès internacional
| Jocs Asiàtics     | Jocs Asiàtics             | Jocs Asiàtics | Jocs Asiàtics |
| Any               | Lloc                      | Medalla       | Categoria     |
| ----------------- | ------------------------- | ------------- | ------------- |
| 2006              | Doha ( Qatar)             | 1             | Oberta        |
| 2010              | Canton ( R.P. de la Xina) | 1             | Oberta        |
| Campionat Asiàtic |                           |               |               |
| Any               | Lloc                      | Medalla       | Categoria     |
| 2003              | Jeju ( Corea del Sud)     | 1             | +78 kg        |